# Cynewald de Mercia
Cynewald fue rey de Mercia después de Cnebba, su padre, según se registra en genealogías reales preservadas en la Crónica anglosajona y en la Genealogiae regum Anglorum. Sin embargo, nada se sabe de él más allá de su nombre en las genealogías. Fue padre de Creoda que lo sucedió en el trono. 